# 小行星4165
小行星4165（4165 Didkovskij）是一颗绕太阳运转的小行星，为主小行星带小行星。该小行星于1976年4月1日发现。

## 轨道参数
小行星4165的轨道半长轴为2.4534478 UA，离心率为0.178。